# Danielle Messia
Danielle Messia (27 de octubre de 1956 en Jaffa, Israel - 13 de junio de 1985) fue una cantante israelí-francesa.

## Biografía
En Jaffa (Israel) nace el 27 de octubre de 1956 como Mashiah, conocida bajo el nombre de Danielle Messia. En 1958, se instala con sus padres y su hermana Cécile en la región parisina. Su padre se divorcia en 1960 y se va a vivir a los Estados Unidos.
Autora de textos, compositora y cantora, muerta a los 28 años por leucemia, fue una intérprete marquante de los años 1980 con canciones como "Grand-mère ghetto", "Le Paradis des musiciens", o composiciones íntimas como "De la main gauche" o "Pourquoi tu m'as abandonné". Fue acompañada en su trayectoria por el músico Eddy Schaaf, también acompañante de Allain Leprest, y Jacques Yvart. Danielle Messia empezó a cantar con el grupo folk "Grattons-Labeur" en la segunda mitad de los años 1970 (tres discos de 1977 a 1979).
Después de participar al grupo "Grattons-Labeur" en la región de Orléans, sale por las calles, queriendo vivir de su música. Viaja por Austria, Rumanía. Canta por las calles de Venecia y Verona. De vuelta en Francia, en 1978, participa al festival de Castagnède. Se instala en París en un pequeño cuarto, y canta en el metro, en las calles, hasta que es contratada en la sala l’Écume por las fiestas de fin de año de 1978. Allí se encuentra con Eddy Schaff, quién le propone realizar una grabación.
Entre 1981 y 1984, publica tres discos. En 1985, el cáncer que combatía desde 1983 se hace más grave, y Danielle Messia muere el 13 de junio de 1985.

## Discografía

### Álbumes de estudio
- 1980 : Danielle Messia (33 tours de 10 títulos, Barclay)
- 1982 : De la main gauche (33 tours de 10 títulos, Barclay)
- 1985 : Carnaval (33 tours de 11 títulos, WEA)
- 1986 : Les mots (33 tours de 11 títulos, DGCM)

### Compilaciones y reediciones
- 1988 : De la main gauche (CD 20 títulos reagrupados de álbumes publicados en 1980 y 1982, Barclay)
- 1995 : Carnaval (CD 15 títulos reagrupados en el álbum publicado en 1985 + 4 bonus, Barclay/Universal)

### En concierto
- 2005 : Éternelle (CD de 16 títulos registrados por Quimper en febrero de 1984, Keltia Musique)

- Datos: Q3015009
- Multimedia: Danielle Messia / Q3015009